# ジャンヌ・ド・フランス (1435-1482)
ジャンヌ・ド・フランス（Jeanne de France, 1435年5月4日 - 1482年）は、フランス王シャルル7世の娘で、ブルボン公ジャン2世の最初の妻。

## 生涯
シャルル7世王と王妃マリー・ダンジューの間の第7子、四女として生まれた。1446年12月23日にプレシ＝レ＝トゥール城において、ブルボン公シャルル1世の嫡男ジャン（2世）と結婚した。1482年に死去し、ムーランのノートルダム・ド・アノンシアシオン大聖堂に葬られた。夫との間に子供は無かった。